# اودین

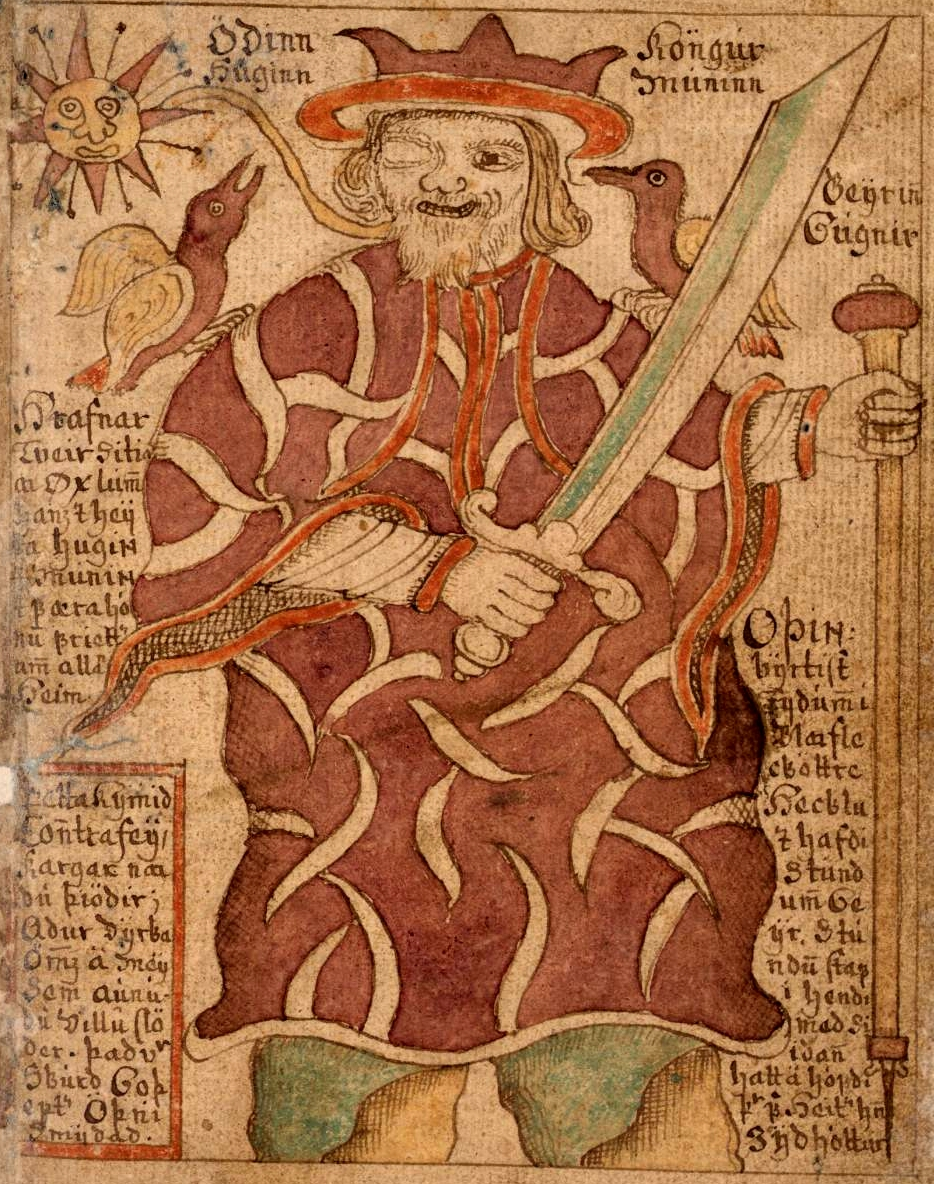
اُدین، ایزد ایزدان اساطیر نورس

اُودین() (به زبان نروژی باستان: Óðinn) وُدان ژرمن‌ها و وُدِنِ در انگلیسی باستان و انگلوساکسون‌ها، سرکردهٔ ایزدان آسیر در اسطوره‌شناسی اسکاندیناوی و ژرمن‌ها است. او فرزند بور و بستلا می‌باشد و دو برادر به نام‌های ویلی و وه دارد. او همچنین آلفادر «Alföðr» به معنی «پدر همگان» نامیده می‌شود زیرا که به راستی پدر تمامی آسیر در اساطیر شمال است. اساطیر اسکاندیناوی منبع بیشترین اطلاعات بازمانده از وی، اودین را با حکمت، شفا، مرگ، سلطنتی، چوبه دار، دانش، جنگ، نبرد، پیروزی، جادو، شعر، جنون و خط رونی مرتبط می‌داند. از پیوند او با ایزدبانویی به نام فریگ، پنج ایزد به نام‌های بالدر، هود، هرمود، تیر و براگی زاده شدند. فریگ زیبا، جذاب و باوقار بود و در قدرت پیشگویی آینده با او شریک بود، هرچند اظهار نمی‌کرد. همچنین از ایزدبانویی به نام یورد، دارای فرزندی به نام ثور شد و ویدار نیز فرزند اودین و گرید است. در روز نبرد فرجامین، راگناروک، اودین به‌دست گرگ غول‌پیکری به نام فنریر کشته خواهد شد.
برطبق ادای منثور، اودین هر سه فرزند لوکی شامل: فنریر، هل و یورمونگاند را می‌گیرد و یورمونگاند را در اقیانوسی که زمین (میدگارد) را دربردارد می‌اندازد.
اُدین ایزد ترس‌آور جادو، جنگ و خرد بود و برای پیروزی در جنگ‌ها فرا خوانده می‌شد، اما به او ایمان نداشتند و اغلب او را متهم می‌کردند که پیروزی را ناعادلانه عطا می‌کند. گاهی قربانی‌های خونین لازم بود تا خشنودی و رضایت او را به دست آورند. او نه روز گرسنه و تشنه به این سان که با نیزه خودش زخمی نیز شده بود، از ایگدراسیل آویزان ماند (به همین سبب نام ایگدراسیل به درخت جهانی داده شده است. ایگ از کنیه‌های اودین و به معنی هراس‌انگیز است) و پس از این زمان با آموختن نه سرود جادویی و هجده رون، از درخت به پایین افتاد. از این رو او توانایی این را پیدا کرد تا مردگان را به سخن وادارد و با خردمندترین آن‌ها رایزنی کند. پیروان ادین بر این باور بودند که ادین ورود جنگجویان درگذشته را به تالار خود والهالا خوش آمد می‌گوید و تنها جنگجویانی به این مقام دست می‌یابند که با مرگی قهرمانانه در میدان جنگ کشته شده‌اند.

## ایزد شهریاران، مردگان و شعر و شاعری
اُدین در حالی که به ویژه محبوب پادشاهان بود، ایزد شعر و شاعری نیز به‌شمار می‌رفت؛ این شاید بدان جهت است که بسیاری از منظومه‌ها شخصیت او را برجسته کرده‌اند. می‌گفتند که خود او به زبان شعر سخن می‌گفت و الهام شاعرانه موهبت او بود. اُدین همچنین ایزد مردگان بود، به ویژه آن‌هایی که به شیوه‌های خاصی جان می‌سپردند. تلف‌شدگان جنگی، مخصوصاً آن‌هایی که با نیزه، سلاح مقدس اُدین کشته می‌شدند گویی خود را به او پیشکش می‌کردند، و دشمنان شکست‌خورده نیز بدو متوسل می‌شدند. افراد اعدامی نیز بدو توسل می‌جستند، چون او می‌توانست آن‌ها را از مرگ برهاند. حلق‌آویز شدن و زخم برداشتن از نیزه، در زمرهٔ شعایر قربانی مربوط به اُدین بود. او در آفرینش زمین به همراه برادرانش ویلی و وه، از یمیر بهره گرفتند تا جهان را پدیدآورند. زمین مدور بود و ایزدان، دریای گرداگرد آن را نظم بخشیدند. آن‌ها در طول سواحل، زمین‌ها را به غول‌ها بخشیدند، درون خشکی، از حدقه‌های یمیر، دژی برآوردند و میدگارد، قلمرو آدمیان را درون آن قرار دادند. آنگاه ایزدان آدمیان را آفریدند تا در جهان به سر برند. آنان دو تنهٔ درخت را گرفتند و زن و مرد را از آن‌ها پدیدآوردند. اُدین به آفریده‌های جدید، نفس و حیات بخشید، ویلی آگاهی و جنبش، و وه چهره، سخن، شنوایی و بینایی به آن‌ها عطا کرد.
والهالا تالار اودین دارای ساختمان عظیمی بود با درهای بسیار، و لایه‌های شیروانی و کاشی‌ها که از دستهٔ نیزه‌ها و سپرها ساخته شده بود و در آسگارد (سرای کشتگان) قرار داشت. آن‌ها که در نبردها شکست می‌خوردند و به طبقه «اَین‌هریارها» می‌پیوستند، توسط مأموران ویژهٔ اودین به نام والکیری برگزیده می‌شدند. این ارواح مؤنث در والهالا منتظر آن‌ها بودند و به فرمان اودین به نبردگاه‌ها می‌شتافتند تا کشته‌شده‌ها را به والهالا برگردانند. در این روایت هر شب در والهالا ضیافتی بر پا است و از میهمانان با بهره‌ای از گوشت خوکی که هرگز تمام نمی‌شود و می‌انگبین پذیرایی می‌شوند. در این داستان جنگجویان در گذشته تمام روز را در جنگ سپری می‌سازند و کشته‌شدگان شبانگاه دیگر بار برمی‌خیزند و در ضیافت ادین شرکت می‌جویند. در ادبیات اسطوره‌ای علت میهمان‌نوازی و ضیافت‌های ادین فراهم ساختن لشکری نیرومند از جنگجویان است تا وی را در آخرین نبرد بزرگ ایزدان با غولان و هیولاها در جهت بقای خدایان یاری نمایند؛ نبردی که در آن قهرمانان ویژه اُدین، اینهریار جنگجویان را رهبری خواهند کرد.
تخت نامور او، هیلدزکیالف که هنگام نشستن بر روی آن می‌تواند هر کجا از نه جهان را ببیند، در این تالار جای گرفته است. دو کلاغ به نام‌های هوگین (اندیشه) و مونین (سرشت) هر روز گرد جهان پرواز کرده و برای او رخدادهای جهان را بازگو می‌کنند. دو گرگ به نام‌های جری و فرکی نیز همیشه اودین را همراهی می‌کنند و اودین هر خوراکی را که برای او آورده می‌شود را به این گرگ‌ها می‌دهد زیرا او تنها می‌انگبین می‌نوشد و نیازی به خوراک ندارد.

### اُدین آویخته بر درخت جهان

ادین در حال قربانی کردن خود بر روی درخت جهان.

می‌گویند یادگیری و فرزانگی هدیهٔ اودین است. او در اسطوره‌ای شگفت‌انگیز نه شب و نه روز خود را در قربانی کردن خویشتن و در حالتی که به زخم نیزه‌ای مجروح شده است، دست و پا بسته، بر درخت جهان می‌آویزد و رنجی این چنین را تحمل می‌کند تا بتواند الفبای جادویی را که دانش جهان را بر انسان‌ها به ارمغان می‌آورد، به چنگ آورد. این تجربه را چنان‌که گویی اُدین خود سخن می‌گوید در شعر هوامال (واژگان بی‌همتا و والا) گزارش شده است و در حقیقت ادین چیزی را تجربه می‌کند که همتای تجربهٔ نظری مرگ و رستاخیز از جانب شمن‌های سیبری و دیگران و شرط آغازین دستیابی به قدرت پیشگویی است. در این شعر اُدین با مرگ به مشورت می‌نشیند و در یک ادای شعری دیده می‌شود که سوار بر اسب به سوی جهان دیگر و در راه مردگان می‌تازد و سگ درندهٔ پاسدار دروازه جهان مردگان گارمر، را در پی می‌گذارد تا با زنی پیشگو (ولوا) که در حقیقت خود اُدین است و او را از گور برمی‌انگیزد دربارهٔ مرگ پسرش بالدر مشورت نماید.

## گنجینه‌های اُدین
اُدین دو گنج ویژه داشت که به دست دورف‌ها ساخته شده بود: نیزهٔ قدرتمند و ناشکستنی‌اش، گونگنیر که هرگز به بی راه نمی‌رود؛ و حلقه زرین جادویی دروپنیر که هر شب نه انگشتر دیگر با وزن و ارزش مساوی پدیدمی‌آورد. اُدین همچنین صاحب اسبی فوق‌العاده به نام اسلیپنیر بود که هشت پا داشت و تیزروترین اسب بود و می‌توانست او را در مأموریت‌هایش از آسمان و دریا بگذراند.
اُدین راه درازی را پیمود تا جادوگری بیاموزد. او تنها یک چشم دارد که مانند خورشید می‌درخشد چون در ازای نوشیدن اندکی آب از چاه میمیر که قدرت الهام و آگاهی از آینده به او می‌داد ناگزیر چشم دیگرش را (در برخی متون در برابر فرستادن نسیمی از این چاه) به نگهبان این چاه که میمیر نام دارد بخشیده است. در جایی دیگر اودین در خوانی دشوار می‌انگبین سخن‌سرایی را از یوتون‌هایم می‌رباید. او هم رون‌ها و هم خردی که از چاه خرد به دست آورده و هم می‌انگبین سخن‌سرایی را به انسان‌ها می‌بخشد.

## نام‌های اُدین
اودین نام‌های بیشماری دارد که برخی از آن‌ها در اینجا آورده شده است:
اوثین، وُدان، وُدن، ووتان (چهارشنبه روز اودین بوده و به نام وُدن نامگذاری شده بود، اما کم‌کم به سان کنونی آن درآمده است)، واک، والتام، ایگ (در برخی کتاب‌ها هراس‌انگیز و برخی جاها اسب اخته! برگردان شده است)، بلیندی (به معنای کور)، آلفادیر (پدر همگان)، والفادیر (پدر مردگان)، هانگاگوث (خدای به دار آویختگان) و …

## ظاهر

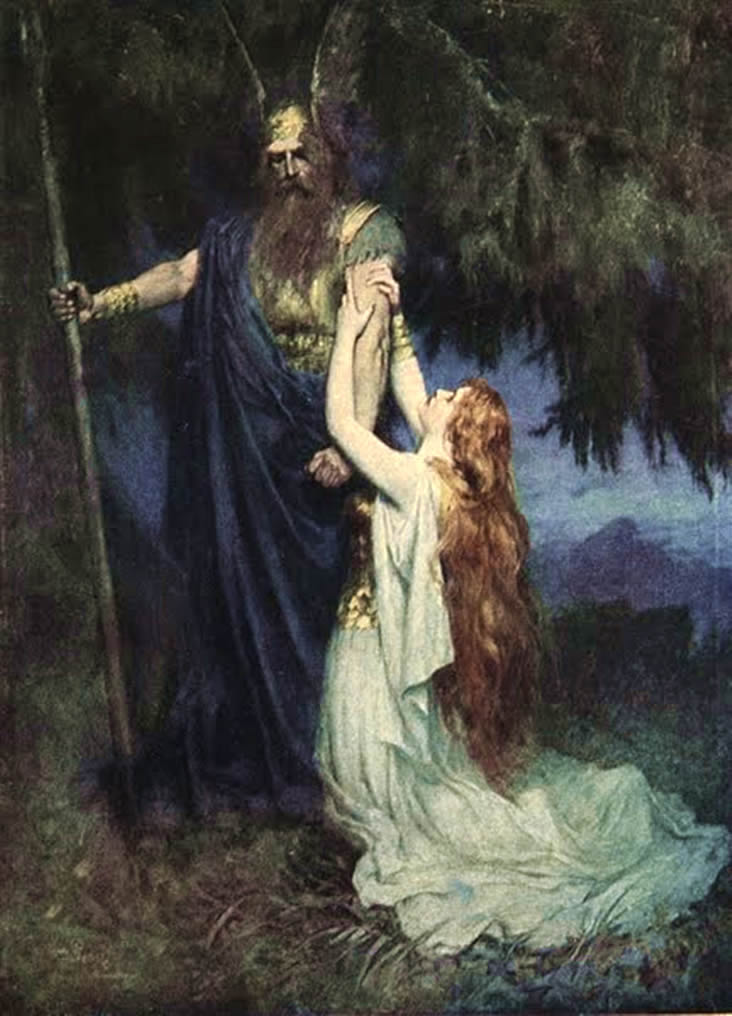
زانو زدن برونهیلد به پیشگاه اودین

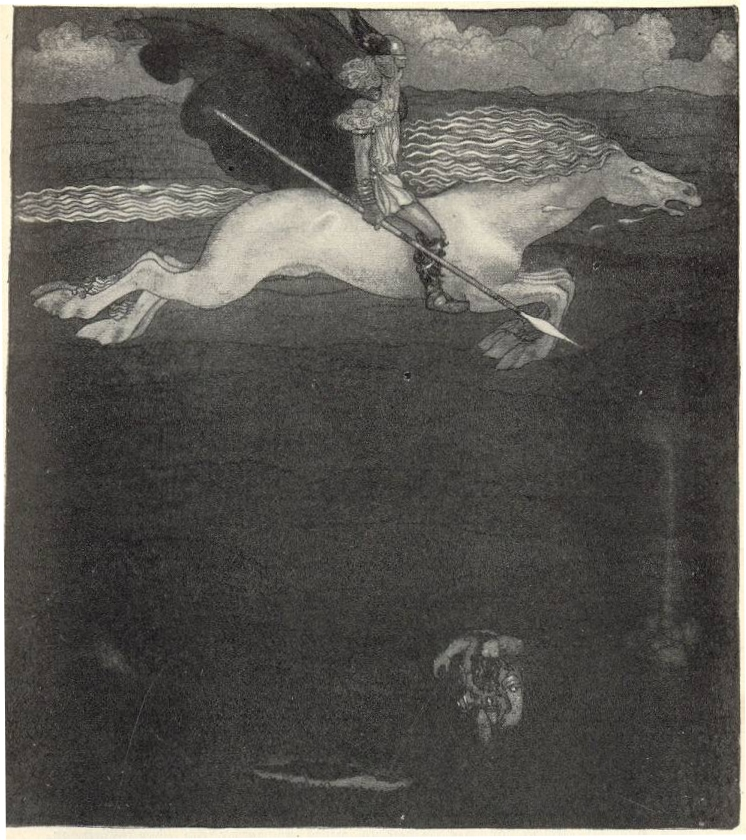
اودین سوار بر اسلیپنیر

اودین به عنوان پیرمردی بلند قد با ریشی روان و تنها یک چشم (چشم دیگر را در ازای خرد داده بود) نشان داده می‌شود.
به‌طور سنتی اعتقاد بر این بود که اودین در تالار والهالا، واقع در یکی از نه قلمرو محل سکونت خدایان نورس، آسگارد، زندگی می‌کند. او را معمولاً با خرقه و کلاه لبه پهن و نیزه به تصویر می‌کشیدند. نشانه‌های اودین عبارتند از:
حلقه یا بازوبندی طلایی به نام دروپنیر، کلاغ (هاگین و مانین)، اسب (اسلیپنیر)، گرگ (گری و فرکی) (البته گرگ یکی از نشانه‌های لوکی نیز می‌باشد همچنین دشمن اصلی اودین گرگی غول پیکر به نام فنریر است)، و نیزه معروفش گونگنیر است.

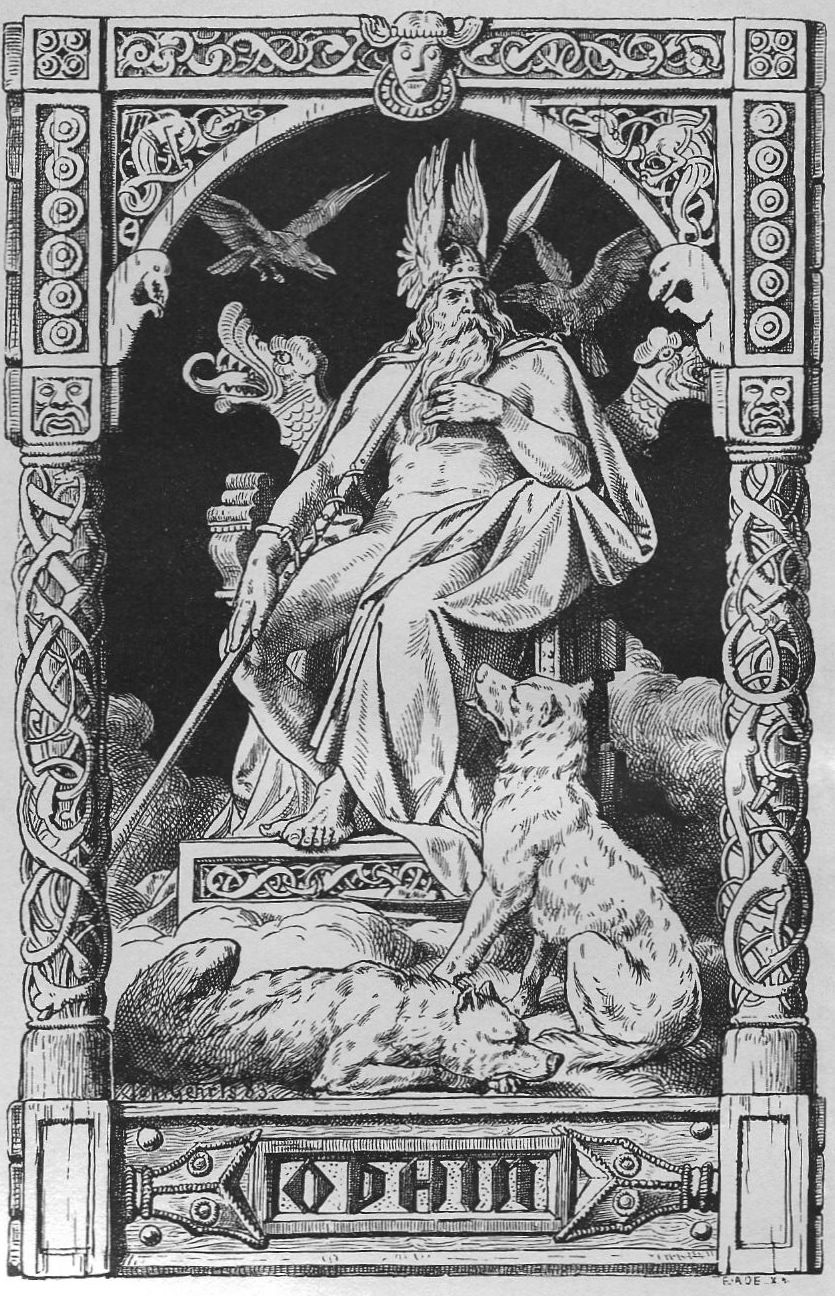
اودین نشسته بر تاج و تخت

## در فرهنگ عامه
اودین منبع الهام هنرمندانی بوده است که در هنرهای زیبا، ادبیات و موسیقی فعالیت می‌کنند.
موسیقی الهام گرفته شده از این ایزد شامل رقص‌های باله شمشیر اودین (۱۸۱۸) و یتیم (۱۸۵۲) اثر جی. اچ. اشتونز و چرخه اپرای حلقه نیبلونگ (۱۸۴۸-۱۸۷۴) اثر ریشارد واگنر است.
اودین در نقش شخصیتی به همین نام توسط مارول کامیکس اقتباس شده است و اولین بار در مجموعه کتاب کمیک سفر به راز در سال ۱۹۶۲ ظاهر شد. سِر آنتونی هاپکینز نقش این شخصیت را در دنیای سینمایی مارول شامل فیلم‌های ثور (۲۰۱۱)، ثور: دنیای تاریک (۲۰۱۳) و ثور: راگناروک (۲۰۱۷) ایفا کرده است.
اودین در تعدادی از بازی‌های ویدئویی حضور دارد. در بازی ویدئویی عصر اسطوره‌ها محصول سال ۲۰۰۲ اثر استودیو انسمبل، اودین یکی از سه خدای اصلی تمدن نورس است که بازیکنان قادر به پرستش او می‌باشند. به نام اودین همچنین در بازی ویدئویی خدای جنگ اثر استودیو سنتا مونیکا در سال ۲۰۱۸ اشاره شده است و در دنبالهٔ آن در سال ۲۰۲۲ یعنی خدای جنگ: رگناروک حضور دارد. او در بازی اساسینز کرید والهالا در سال ۲۰۲۰ اثر یوبی‌سافت در قالب یک ایسو (یک نژاد خداگونه و انسان‌نما در دنیای مجموعه بازی‌های اساسینز کرید) به همین نام تأثیرگذار است. ایور شخصیت اصلی والهالا، که بازیکن در طول بازی کنترل آن را بر عهده دارد، مشخص می‌شود که یک حکیم یا تناسخ انسانی از اودین است. اودین یکی از خدایان قابل انتخاب در بازی سوم شخص میدان جنگ برخط چندنفره اِسمایت است.